# Cratere Curie (Luna)
Curie è un grande cratere lunare di 138,87 km situato nella parte sud-occidentale della faccia nascosta della Luna, il cui bordo occidentale si trova nell'altro emisfero. L'osservabilità da Terra di questa formazione dipende in maniera determinante dalle librazioni lunari, variando tra problematica e non possibile.
A nord-ovest si trova il cratere Schorr, mentre a nord-est giace il cratere Sklodowska. Adiacente al margine sudorientale vi è il minore cratere Lauritsen, fortemente danneggiato.
Il margine esterno di Curie è stato fortemente danneggiato da impatti successivi, ed ha assunto una forma vagamente rettangolare. Il bordo orientale è parzialmente coperto dal cospicuo cratere satellite Curie C nella zona nord-est e da Curie G ad est. Sul bordo settentrionale giace il piccolo satellite Curie Z. Le altre zone sono costellate da impatti minori, e più pesantemente nella zona sud-ovest.
Il pianoro interno è meno accidentato del territorio circostante, ma si presenta costellato da numerosi impatti minori. Un gruppo di questi piccoli crateri, parzialmente sovrapposti, si trova vicino alle pendici interne a sud-ovest. Il piccolo satellite Curie K giace nella zona sudorientale, mentre Curie V è prossimo al bordo interno di nord-ovest.
Il cratere è dedicato al fisico francese Pierre Curie.

## Crateri correlati
Alcuni crateri minori situati in prossimità di Curie sono convenzionalmente identificati, sulle mappe lunari, attraverso una lettera associata al nome.
| Curie | Coordinate            | Diametro (in km) |
| ----- | --------------------- | ---------------- |
| C     | 21°14′24″S 94°21′00″E | 47,98            |
| E     | 22°25′48″S 96°25′48″E | 38,42            |
| G     | 23°38′24″S 94°50′24″E | 49,95            |
| K     | 23°43′48″S 92°57′00″E | 11,1             |
| L     | 26°14′24″S 93°03′00″E | 21,09            |
| M     | 28°36′00″S 92°30′36″E | 36,58            |
| P     | 28°32′24″S 90°12′00″E | 29,37            |
| V     | 22°06′36″S 90°40′48″E | 21,12            |
| Z     | 20°33′S 92°30′E       | 21,97            |